# Софіївський старовинний парк
Софі́ївський старови́нний парк — парк-пам'ятка садово-паркового мистецтва місцевого значення в Україні. Розташований у межах Носівського району Чернігівської області, при південно-східній околиці села Софіївка. 
Площа 53 га. Статус присвоєно згідно з рішенням Чернігівського облвиконкому від 28.08.1989 року № 164. Перебуває у віданні: «Носівкарайагролісництво». 
Статус присвоєно для збереження старовинного парку, в якому зростають: дуб звичайний, липа дрібнолиста, клен звичайний, робінія звичайна та інші види. У парку є алеї, ставок і мальовничі галявини.